# Coeliodidymocystis abdominalis
Coeliodidymocystis abdominalis är en plattmaskart. Coeliodidymocystis abdominalis ingår i släktet Coeliodidymocystis och familjen Didymozoidae. Inga underarter finns listade i Catalogue of Life.